# Louise Nolan
Louise Nolan est une actrice franco-ontarienne-québécoise née à Québec le 19 avril 1947, qui incarne le personnage Monique Francœur dans le premier téléroman franco-ontarien, FranCœur.

## Biographie
Originaire du Québec, Louise Nolan s'établit en Ontario en 1970. Elle joue fréquemment dans les productions du Théâtre français de Toronto. De 2003 à 2006 elle fait partie de la distribution de FranCœur, coproduit par TFO et Radio-Canada.

## Filmographie

### Théâtre
- Les Femmes savantes
- Tartuffe
- Les Belles-Sœurs
- Contes urbains, contes torontois
- Une dent en or
- Suivre l'appel
- 2000 : Symphonie pour douze violoncellistes et un chien enragé

### Télévision
- Artistes et Artisans
- Friday Night!
- With Ralph
- Benmergui
- Missing Treasures
- The Addiction Centre
- Bon voyage... mais
- 2003 : FranCœur : Monique Francœur